# Le Manoir du diable
Casa Diavolului sau Castelul bântuit (titlu original: Le Manoir du diable) este un film franțuzesc mut de scurtmetraj din 1896 regizat de Georges Méliès. Este considerat a fi primul film de groază. Rolurile principale au fost interpretate de actorii Jehanne D'Alcy și Jules-Eugène Legris.  

## Prezentare
Filmul începe cu un mare liliac zburând într-un castel medieval. Acesta zboară circular prin cameră, înainte de a schimba brusc în Diavol. Mefisto produce un cazan și un asistent, care îl ajută să conjure o femeie din cazan.

## Distribuție
- Jehanne D'Alcy - femeie tânără
- Jules-Eugène Legris - Mefisto
- Georges Méliès - Mefisto

## Producție
Castelul bântuit a fost filmat afară în grădina proprietății lui Méliès din Montreuil, Seine-Saint-Denis, cu peisaje pictate.

## Lansare și primire
A avut premiera în iarna 1896-1897.
Filmul a fost presupus  pierdut până în 1988, când o copie a fost găsită în New Zealand Film Archive.
Filmul reprezintă una dintre primele încercări ale lui Mélès de a folosi efecte speciale pentru a ilustra evenimente fantastice pe marele ecran.
Deși filmul în ansamblul său are un puternic accent de comedie, istoricii cinematografului încearcă să-l prezinte drept primul film din lume de groază și chiar de fantezie.